# Crossbreed
I Crossbreed sono un gruppo industrial metal/nu metal della Florida. Noti per le loro apparizioni live, contrassegnate da neon, scintille e make-up come lenti a contatto fosforescenti. Al loro attivo hanno tre LP e tre EP.

## Formazione

### Formazione attuale
- James Rietz - voce
- James Roach - chitarra ed effetti
- Corey Floyd - basso
- Angel, the 14 year old girl - batteria
- Ian Hall - tastiera ed effetti
- Travis Inskeep - tastiera ed effetti

### Ex componenti
- Charlie Parker - basso
- Bishop - basso
- Travis Simpkins - batteria
- Little Dan - batteria
- Phil (Flip) Marquardt - tastiere
- Jason Tropf - tastiere
- DJ Izzo - tastiere

## Discografia

### LP
- 1998 01 (autoprodotto)
- 2001 Synthetic Division (Artemis records)
- 2009 KE 101 (Driven music group)

### EP
- 1998 2Twenty2 (autoprodotto)
- 2000 Breathe (autoprodotto)
- 2005 New Slave Nation (Megaladon multimedia)